# Бидольо, Людовико
Людови́ко Бидо́льо (исп. Ludovico Bidoglio; 5 февраля 1900, Буэнос-Айрес — 25 декабря 1970) — аргентинский футболист, защитник, наиболее известный по выступлениям за «Боку Хуниорс» и сборную Аргентины. Один из лучших защитников в ранней истории латиноамериканского футбола, обладатель большого числа трофеев.

## Биография
Начинал карьеру в клубе «Спортиво Палермо». Первое время играл на позиции нападающего, но когда в одном из матчей защитник команды получил травму, Бидольо занял его место и более никогда не играл в нападении. После двух сезонов за «Спортиво Палермо» он перешёл в клуб «Эурека», где выступал четыре сезона. В 1922 году Бидольо перешёл в клуб «Бока Хуниорс», в котором провёл всю оставшуюся карьеру, а именно десять сезонов, сыграв за клуб более 200 матчей. Вместе с Рамоном Муттисом Людовико составлял сильную оборонительную связку в «Боке». Элегантный, изящный стиль игры Бидольо резко отличился от грубой силовой манеры игры большинства защитников Южной Америки того времени и принёс ему признание болельщиков и прессы.
В составе «Боки» он пять раз становился чемпионом Аргентины. За сборную Аргентины Бидольо сыграл 34 матча. Его время было временем аргентинско-уругвайского противостояния в латиноамериканском футболе. Из пяти чемпионатов континента, в которых он участвовал, его команда выиграла два, а в трёх первенствовал Уругвай, оставив аргентинцев на втором месте; Олимпиаду-1928 также выиграл Уругвай, победив аргентинцев в финале; примечательно, что на всех этих турнирах Бидольо сыграл во всех матчах своей команды. Олимпиада, на которой аргентинцы выиграли три первых игры с крупным счётом, а в финале уступили в переигровке уругвайцам, стала последним международным турниром в карьере Бидольо.
На клубном же уровне он выступал ещё три года. Сезон 1931 года, первый профессиональный сезон в истории аргентинского футбола, завершился победой «Боки», и это был последний трофей Бидольо. Он не смог доиграть тот сезон до конца — в матче против «Эстудиантес» он столкнулся с Альберто Сосаей и получил тяжёлую травму, оборвавшую его карьеру.
По завершении футбольной карьеры Бидольо работал электриком. Умер в 1970 году.

## Интересные факты
На Кубке Америки по футболу 1999 года в составе сборной Венесуэлы выступал родившийся в Аргентине Эктор Бидольо, являвшийся правнуком Людовико Бидольо.

## Достижения
«Бока Хуниорс»
- Чемпион Аргентины (5): 1923, 1924, 1926, 1930, 1931
- 2-е место в чемпионате Аргентины (3): 1927, 1928, 1929
- 3-е место в чемпионате Аргентины (1): 1922

сборная Аргентины
- Чемпион Южной Америки (2): 1925, 1927
- 2-е место на чемпионате Южной Америки (3): 1923, 1924, 1926
- 2-е место на Олимпийских играх 1928 года